# Теро ди Сото (Мачерата)
Теро ди Сото је насеље у Италији у округу Мачерата, региону Марке.
Према процени из 2011. у насељу је живело 41 становника. Насеље се налази на надморској висини од 566 м.